# Кинг, Бенджамин (австралийский велогонщик)
Бенджамин Кинг (англ. Benjamin King; род. 14 октября 1988, Аплкросс, Западная Австралия) — австралийский шоссейный и трековый велогонщик.

## Карьера
Принимал участие в чемпионатах мира молодёжной категории и Океании по шоссейному велоспорту.
На клубном уровне выступал за австралийские и американские команды категории UCI Continental Team на гонках Континентальных туров UCI среди которых можно выделить Тур Дании, E3 Харелбеке, Тур Лимузена, Тур де л’Авенир (все Европейский тур UCI), Тур озера Цинхай, Тур Лангкави (все Азиатский тур UCI). Но побед добиться не смог.
Был призёром чемпионатов Австралии по трековому велоспорту среди взрослых и шоссейному велоспорту среди молодёжи.

## Достижения

### Шоссе
2007
2-й этап (TTT) на Тур Абитиби
2-й на Мельбурн - Варрнамбул Классик
3-й на Тур Канберры
 Игры Океании — групповая гонка U23
 Игры Океании — индивидуальная гонка U23
3-й на Тур Перта
2008
3-й этап на Тур Муррей Ривер
3-й этап на Тур Тасмании
2-й Чемпионат Австралии — критериум U23
2-й Чемпионат Австралии — индивидуальная гонка U23
3-й на Тур Гиппслэнда

### Трек
2007
3-й Чемпионат Австралии — командная гонка преследования (с Кэмерон Мейер, Питер Досон и Дуглас Репахоли)

## Рейтинги
| Год               | 2008 |
| ----------------- | ---- |
| Азиатский тур UCI | 73-й |
|                   |      |
| Источник: UCI     |      |